# Jorge de Lima
Jorge de Lima, född 23 april 1893 i União dos Palmares, död 15 november 1953, var en brasiliansk författare.
Limas mest kända verk är romanerna  A Mulher Obscura, Calunga, A Túnica Inconsútil och A Invenção de Orfeu (poesi).

## = Referenser
1. 1 2  Itaú Cultural, Enciclopédia Itaú Cultural, Itaú Cultural, ISBN 978-85-7979-060-7, Enciclopédia Itaú Cultural: pessoa2816/jorge-de-lima, läst: 9 oktober 2017.[källa från Wikidata]
2. 1 2 3 4 5 6  arkiv Storico Ricordi, Archivio Storico Ricordi person-ID: 12582, läst: 3 december 2020.[källa från Wikidata]